# Evening Star
Evening Star es un álbum de Brian Eno y Robert Fripp publicado en 1975. Se trata de la segunda colaboración entre ambos, grabada tras su gira conjunta, donde repiten el sistema utilizado en su anterior trabajo: (No Pussyfooting). Sin embargo en esta nueva obra se introducen más variaciones instrumentales y compositivas.

## Lista de canciones
1. "Wind of Water".
2. "Evening Star".
3. "Evensong".
4. "Wind on Wind".
5. "An Index of Metals".

## Componentes
- Brian Eno: sintetizadores, teclados, bucles, composición, producción.
- Robert Fripp: guitarras, producción.
- Rhett Davis, Philip Chapman, Denny Bridges: ingeniería de sonido.

- Datos: Q2522140